# 蒸藕粉
蒸藕粉是一道家常順德菜，主要材料只有蓮藕一樣，蓮藕去節、皮後磨成茸，加入豬油、蝦米、蕃薯粉、鹽拌勻後蒸熟即成。